# Wootton (Bedfordshire)
Wootton è un paese di 4 230 abitanti della contea del Bedfordshire, in Inghilterra.